# Sericulus chrysocephalus
El pergolero regente (Sericulus chrysocephalus) es una especie de ave paseriforme de la familia Ptilonorhynchidae endémica del este de Australia.

## Descripción
Sagebrush Regent es un ave con un dimorfismo sexual pronunciado. Macho negro con corona y manto amarillo dorado-anaranjado y puntas negras de las plumas de las alas. Tiene el pico amarillo, las patas negras y el iris amarillo. La hembra es un ave parda con manchas blanquecinas o pálidas, pico gris, patas y corona negras. Nombrado en honor del Príncipe Regente del Reino Unido.

## Dieta
La dieta consiste principalmente en frutas, bayas e insectos.

## Comportamiento
Todos los machos construyen tiendas, que pueden ser simples calveros o elaboradas estructuras para atraer a las hembras. En particular, los "shawshankers" de Regent son conocidos por mezclar en sus bocas una sucia "pintura de saliva" de color azul grisáceo o verde guisante, que utilizan para decorar sus mantones. El macho construye chozas en forma de callejón formadas por dos paredes de palos decoradas con conchas, semillas, hojas y bayas. Los regentes utilizan a veces grupos de hojas verdosas como "pinceles" para ayudar a esparcir la sustancia, uno de los pocos ejemplos conocidos de herramientas utilizadas por las aves. Los machos se afanan en recoger objetos de colores para forrar con ellos el camino que conduce al cenador y esparcirlos por la entrada. Les atrae especialmente el color azul: cuanto más brillante, mejor. Tapones de botella, pajitas, estacas, plumas, bayas e incluso trozos de vidrio o plástico pueden convertirse en objetos de valor. Se cree que esta marcada preferencia por el azul se debe a su plumaje natural y a cómo el color contrasta con el suelo del bosque, atrayendo la atención de las hembras que pasan por allí. La hembra construye un nido en forma de platillo con ramas de 30 cm de alto y 15-20 cm de ancho, a menudo lejos de la tienda.

## Cría
Un macho construye una tienda y se aparea con varias hembras. El macho no cría y la hembra construye el nido.

## Distribución
Es una ave propia de los bosques tropicales de las regiones costeras del este de Australia.